# Zarutxévie
Zarutxévie (en rus: Заручевье) és un poble de l'óblast de Leningrad, a Rússia, pertany al districte rural de Boksitogorski. El 2017 tenia quatre habitants.